# Румель, Зигмунт
Зи́гмунт Ру́мель (22 февраля 1917, Петроград, Российская империя — 10 июля 1943, Кустычи, Волынская область) — польский офицер, политик, поэт, жертва Волынской резни.

## Биография
Родился 22 февраля 1917 года в Петрограде. После 1922 года семья переехала на Волынь, где начал учиться на артиллериста. В 1939 году попал в плен, представился рядовым и был помилован. С 1940 года был в подполье. В 1943 году получил задания провести переговоры с оуновцами для прекращения резни. За договором встреча должна пройти без оружия, он был схвачен и поддан мучениям, после чего четвертован. Его литературный талант очень ценили поэты его времени.